# Andrea Kaggwa
Andrea Kaggwa (Bugangayizi, 1856 – Munyonyo, 26 maggio 1886) era il capo dei suonatori della corte del re di Buganda Mwanga II e nonostante fosse un suo familiare, fu martirizzato a causa della sua fede.
Beatificato nel 1920, è stato proclamato santo da papa Paolo VI nel 1964.

## Biografia
Convertito al cattolicesimo dai Padri bianchi del cardinale Charles Lavigerie, fu battezzato il 30 aprile 1882 da padre Pere Lourdel a Nabulagala. Fu ucciso durante le persecuzioni anticristiane nel suo paese (1885 - 1887). Il giorno prima della sua morte fu arrestato nella sua casa e gli fu tagliato subito un braccio; il giorno dopo fu fatto a pezzi a Munyonyo. Morì il 26 maggio 1886, un mercoledì. Kaggwa è il patrono dei catechisti e degli insegnanti.

## Culto
Papa Benedetto XV lo dichiarò beato il 6 giugno 1920; venne canonizzato l'8 ottobre 1964 a Roma da Paolo VI.
Il suo santuario principale, dopo il santuario dei Santi Martiri d'Uganda, è la cappella di Andrea Kaggwa a Munyonyo.
Memoria liturgica il 3 giugno.